# Falange Auténtica
Falange Auténtica (FA) es un partido político español de origen y simbología falangista. La formación afirma «luchar por el patriotismo democrático», además de «estar en contra de la partitocracia» y buscar «alternativas al sistema capitalista actual», haciendo énfasis también en que «España necesita una reforma moral». Surgió en 2002 como escisión de FE-La Falange debido al rumbo ultraderechista que estaba tomando el partido, que supuso la escisión de parte de la militancia y el origen posterior de Falange Auténtica, si bien los autores sitúan igualmente a la formación en la extrema derecha.

## Origen
Si bien Falange Auténtica queda oficialmente constituida en su Congreso Constituyente celebrado en noviembre de 2002 en la ciudad de Alicante, este grupo operaba de manera organizada y bajo esa denominación desde abril de ese mismo año. En esa fecha en la que se celebró una importante reunión de la «Mesa Nacional Falangista» en el municipio granadino de Víznar, en la que se definieron las acciones futuras de dicho grupo. El resultado de una de las decisiones adoptadas, por una parte de los asistentes, fue la puesta en marcha de un grupo político bajo la denominación Falange Auténtica y el inicio de los trámites necesarios para su registro público. La reunión en Víznar había sido convocada por la citada Mesa Nacional Falangista. Esta había aparecido en febrero de 2002, cuando un importante grupo de militantes individuales y varios núcleos provinciales completos abandonaron la disciplina del partido político FE/La Falange.
Un miembro del partido —en aquel momento, cargo territorial de La Falange— afirmó que «en el congreso de 2001, se adoptaron unas propuestas contra la inmigración y a favor de la reunificación de un frente patriótico de extrema derecha que nos parecieron una nueva traición a José Antonio Primo de Rivera», lo que condujo a la creación de Falange Auténtica a modo de supuesto distanciamiento de estas ideas.

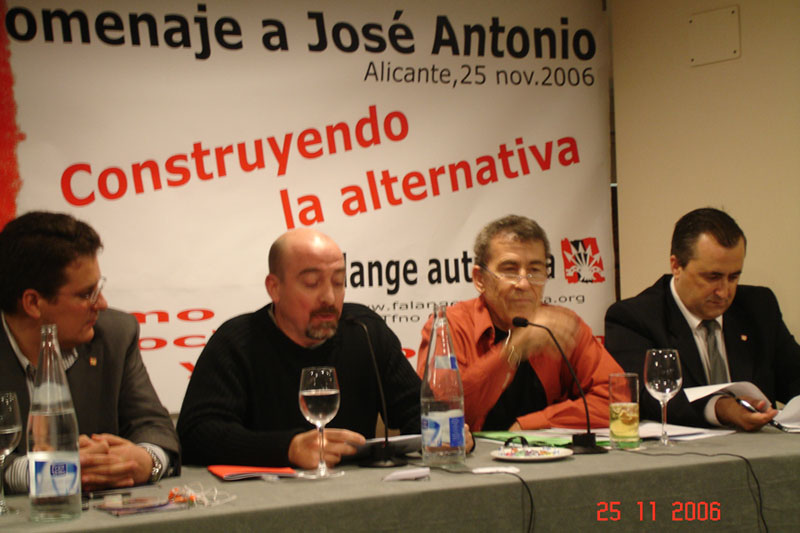
El escritor Fernando Sánchez Dragó, en un acto de Falange Auténtica

Desde su fundación este grupo político participó en varias manifestaciones en contra de ETA, como las convocadas por la AVT en 2006, Foro de Ermua en 2007 o la de CCOO y UGT en ese mismo año. Diferentes mítines y actos públicos de Falange Auténtica han contado con la participación del periodista deportivo José Antonio Martín Otín 'Petón', el hispanista francés Arnaud Imatz y el escritor Fernando Sánchez Dragó.

[Hablando de Falange Auténtica] «un grupo utópico, acratón, respondón y valedor de causas como el Frente Polisario, el ecologismo y otras de similar vitola (...) aunque no comparto su fe en la condición humana, su españolismo ni su, para mi gusto excesivo, progresismo».
Fernando Sánchez Dragó, 2007.

## Ideología

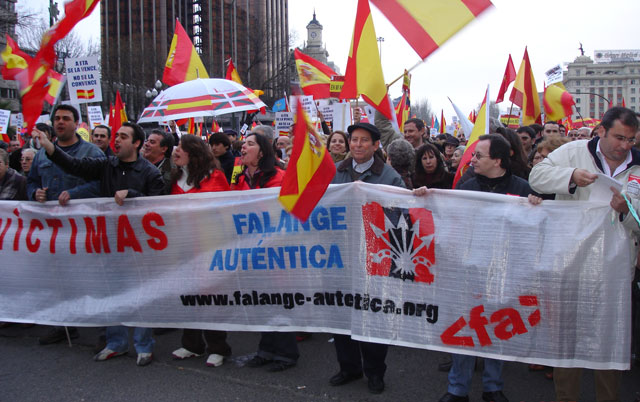
Pancarta de Falange Auténtica en una manifestación del Foro de Ermua contra el terrorismo. (2007)

Esta entidad política propone «la socialización de la economía tomando los sindicatos como la base para la vida laboral de forma que las personas participen en la gestión de las empresas y de la economía a través de los sindicatos organizados por sectores productivos». Rechaza el capitalismo y promueve el fortalecimiento de la protección social. Defienden que la propiedad de los medios de producción debe tender a la colectivización, pero no en la línea de los marxistas en el sentido de propiedad del Estado, sino en el sentido de la propiedad colectiva de las formaciones naturales vecinal, comunal o sindical.

Destacan el derecho a una vida digna, lo que no solo les conduce al rechazo de la pena de muerte, el aborto, la tortura, el racismo y la eutanasia, sino también la discriminación basada en la religión, el género y la orientación sexual.
Consideran que la participación política no debe entenderse solo como un derecho, sino también como un deber de los ciudadanos y que por ello la participación en política no ha de limitarse a los partidos políticos, sino que también deben participar activamente en ella las asociaciones civiles, sindicatos y empresas.
Se declaran partidarios de un modelo republicano y descentralizado para la organización política del país, manteniendo en el plano internacional una relación especial con los demás países de cultura hispana.
Se les ha descrito como defensores de una «revolución sindical», así como de la «unidad del país».

## Política internacional
En Argentina mantiene una estrecha relación con el Movimiento Peronista Auténtico. Desde el año 2010 mantiene relaciones con el Movimiento Nacional Sinarquista de México. Pese a que su atención en política internacional se centra en Iberoamérica, fuera de ese ámbito ha mostrado en numerosas ocasiones sus simpatías hacia la Falange Libanesa.

## Resultados electorales
Sus éxitos electorales se han circunscrito a un ámbito municipal, consiguiendo concejales solo en los ayuntamientos de dos pequeños pueblos de España: Ardales y Hoyo de Pinares. Estos resultados han sido descritos como «absolutamente marginales».
Falange Auténtica se presentó a las elecciones municipales de 2003 en 10 municipios, obteniendo dos concejales por el municipio abulense de El Hoyo de Pinares y un concejal por Ardales, en Málaga. Bajo las concejalías de este partido en el municipio abulense se realizó el primer proyecto piloto de Democracia electrónica en España.
En las elecciones municipales de 2007, presentó listas en más municipios aunque los resultados fueron más modestos. Solo logró dos concejales en Ardales, los cuales apoyaron al candidato de Izquierda Unida, para acceder a la alcaldía y desplazar así al candidato socialista, el más votado pero sin mayoría absoluta.
Este hecho provocó bastante expectación tanto en los días previos a la votación de investidura, como tras conocerse el resultado. La situación generó cierta polémica en el seno de IU, que llegó a amenazar con la expulsión de los concejales, mientras que se asumió con aparente naturalidad dentro del ámbito político de Falange Auténtica.
Falange Auténtica se ha presentado a todas las convocatorias electorales desde su fundación, a excepción de las elecciones generales españolas de 2011, en las que si bien inicialmente mostró interés en participar, finalmente no lo hizo, al formar parte de la Plataforma por la Libertad Constituyente, donde se abogaba por la consecución de una abstención mayoritaria para dar paso a la apertura de un periodo constituyente. Los resultados logrados hasta la fecha en estas elecciones han sido testimoniales.
| Elecciones y fecha           | Votos | %    | Escaños |
| ---------------------------- | ----- | ---- | ------- |
| Elecciones generales de 2004 | 4589  | 0,02 | 0       |
| Elecciones europeas de 2004  | 2008  | 0,01 | 0       |
| Elecciones generales de 2008 | 4842  | 0,02 | 0       |
| Elecciones europeas de 2009  | 5165  | 0,03 | 0       |